# Перим
Перим (араб. Barym بريم), или Маюн (араб. Miun ميون) — остров вулканического происхождения в Баб-эль-Мандебском проливе, разделяющий его на Большой, или Дакт-эль-Маюн (араб. Diqqat-al-Mayun دقة المايون), шириной около 20 км, и Малый, или Баб-Искандер (араб. Bab-Askindr باب اسكندر). Ширина последнего — около 3 км. Площадь острова, принадлежащего Йемену, составляет 13 км².

## Названия
В античное время был известен как «остров Диодора» (др.-греч. Διοδώρου νῆσος, ῆσος ή Διοδώρου, лат. insula Diodori).

## Население
Отсутствие пресной воды на Периме препятствует существованию на нём постоянного поселения.

## История
- Португальский адмирал Афонсу де Альбукерки высадился на Периме в 1513 году, но не остался там противостоять Отоманской империи, военно-морская база которой была в Суэце (Красное море).
- Остров был оккупирован французами в 1728 году и до конца XVIII века оставался владением Франции.
- Был оккупирован английской Ост-Индийской компанией в 1799 году для подготовки к вторжению в Египет.
- В 1857 году был повторно занят Великобританией и подчинён её Аденскому поселению.
- В 1861 году на Периме был построен маяк[2].
- С 1869 года остров Перим служил угольной станцией, на которой идущие через Суэцкий канал суда заправлялись углём.
- В 1912 году маяк был перестроен до высоты 24 метров.[3]
- В 1916 году турецкие войска попытались захватить остров, но были отбиты.
- С 1967 Перим находился в составе Южного Йемена; после объединения страны — во владении государства Йемен.

## Проект моста Йемен-Джибути
Предлагаемый мост под названием Мост Horns (англ. Bridge of the Horns), соединяющий Йемен и Джибути через остров Перим, был анонсирован в 2008 году дубайской компанией «Al Noor Holding Investments». Этот мост, длиной около 28,5 км, должен быть одним из самых протяжённых мостов в мире.